# Ларрі Волтерс
Річард Лоуренс Волтерс (англ. Larry Walters; 19 квітня 1949 — 6 жовтня 1993) — американський водій вантажівки, лауреат Премії Дарвіна, який здійснив аматорський політ на саморобному літальному апараті з повітряних кульок.
Ларрі Волтерс змалку мріяв літати, але через поганий зір не зміг стати льотчиком. У середині 1982 року він придбав 45 метеозондів та балони з гелієм для повітряних кульок. Волтерс наповнив гелієм метеозонди, прив'язав їх до свого садового крісла, надів парашут і вирушив у політ з заднього двору будинку. З собою він узяв радіопередавач, бутерброди, холодне пиво, камеру та пневматичну гвинтівку, якою він збирався прострілювати кулі для контрольованого спуску. Ларрі планував лише піднятись і ширяти над власною оселею, але коли його друзі перерізали швартівну мотузку, його «літальний апарат» нестримно піднявся на висоту близько 4600 м. Спочатку Волтерс не наважився стріляти по кулях, боячись випасти. Він повільно дрейфував над Лонг-Біч і з часом перетнув повітряний коридор пасажирського аеропорту. Його поява в повітряному коридорі приголомшила пілотів авіалайнерів, які заходили на посадку та диспетчерів аеропорту. Через 45 хвилин польоту Ларрі таки прострелив декілька метеозондів, але випустив гвинтівку з рук. Спускався він дуже повільно, допоки його апарат не заплутався у лінії електропередачі, викликавши коротке замикання, чим знеструмив околиці Лонг-Біч на 20 хв. Після приземлення Ларрі Волтерса арештовано та оштрафовано за порушення федеральних авіаційних правил.
За свій політ Ларрі Волтерс отримав Премію Дарвіна, це один з небагатьох випадків, коли номінант премії за найвишуканіше самознищення вижив.
6 жовтня 1993 року, у віці 44 років, Волтерс покінчив життя самогубством, вистріливши собі в серце в Анджелеському національному лісі.

## В культурі
- За мотивами польоту Ларрі Волтерса написано оповідання «Я полечу!» українського письменника Кідрука Максима.